# Mistrzostwa Polski w kolarstwie przełajowym 1935
Mistrzostwa Polski w kolarstwie przełajowym 1935 − mistrzostwa w kolarstwie przełajowym, które odbyły się w 1935 roku w Wawerze.

## Wyniki
- Jerzy Lipiński (Skoda Warszawa)[1]
- Stanisław Wrzesiński (AKS Warszawa)
- Leonard Bober (Orkan Warszawa)